# Hexagrama
Un hexagrama és una figura en forma d'estrella amb sis puntes, {6/2} o 2 {3}, que resulta de compondre dos triangles equilàters. La intersecció resulta ser un hexàgon regular.
Encara que generalment se'l reconeix com un símbol d'identitat jueva, també és utilitzat en altres contextos històrics, religiosos i culturals, per exemple en l'islam, i en religions orientals com també en e l'ocultisme i cristianisme.

## Orígens i forma
L'hexagrama és un símbol mandala anomenat satkona yantra o sadkona yantra que es pot observar en antics temples hindús del sud de l'Índia, construïts fa milers d'anys. Simbolitza el nara-narayana, o estat de meditació amb un equilibri perfecte entre l'ésser humà i la divinitat que, si es manté, dona lloc al "mokxa" o "nirvana" (alliberament dels lligams del món terrenal i els seus vincles materials).
Una altra teoria, encara que sense massa suport, sobre l'origen de la forma és que es pot formar amb 2 de les 3 lletres del nom David: en la seva ortografia en hebreu, David s'escriu 'DW-D'. En l'hebreu bíblic, la lletra 'D' (Dalet) era escrita com una "L" invertida i l'inrevés, però en grec, la lletra "Delta" (Δ) és un triangle. El símbol pot haver estat un simple identificador familiar format rotant i juxtaposant les dues lletres més prominents del nom. En aquest cas, la lletra "W" podria interpretar-se com una referència a l'operació de composició de les dues deltes. Alguns investigadors han teoritzat en el sentit que l'hexagrama representa la carta astrològica en el moment del naixement de David o la seva unció com a rei. L'hexagrama també és anomenat l'"Estrella del Rei" en cercles astrològics.
És possible observar en papirs antics figures de pentagrames, juntament amb estrelles i altres signes; també se'ls pot trobar en amulets juntament amb els noms jueus de Déu, i són usats per a protegir-se contra la febre i les malalties. Curiosament, entre aquests signes no es troba l'hexagrama, ni tampoc en el gran papir màgic (Wessely, lc pp. 31, 112) a París i Londres; encara que hi ha 22 signes columnats, i un cercle amb dotze signes, no s'observa ni un pentagrama ni un hexagrama.